# .ch (ziar)
.ch (.ch; pronunțat: Punkt CH) a fost un ziar gratuit elvețian în limba germană, publicat în format tabloid de Media Punkt AG în Zürich între anii 2007 și 2009.

## Istorie
Media Punkt AG a lansat primul număr al ziarului pe 19 septembrie 2007. Numele ziarului provine de la .ch, domeniul de nivel superior pentru codul de țară al Elveției pe Internet.
Cu un tiraj inițial declarat de 435.000 de exemplare, .ch era unul dintre cele mai mari ziare zilnice din Elveția, conform statisticilor din 2006. Ziarul era distribuit direct la domiciliu în orașele Basel, Berna, Lucerna, St. Gallen și Zürich. Principalul său concurent era reprezentat de alte ziare gratuite din Elveția, inclusiv 20 Minuten⁠(d), Heute și News.
Redactorul-șef al ziarului a fost Rolf Leeb, iar directorul executiv a fost Caroline Thoma.
Publicarea ziarului a fost întreruptă pe 4 mai 2009, din cauza performanțelor economice slabe. Toți cei 69 de angajați ai ziarului au fost concediați.